# Elecciones generales de Suecia de 1964
Las elecciones generales de Suecia fueron realizadas el 20 de septiembre de 1964. El Partido Socialdemócrata Sueco se posicionó como el partido más grande, obteniendo 113 de los 233 escaños en la Segunda Cámara del Riksdag. El gobierno socialdemócrata de Tage Erlander fue devuelto al poder.

## Resultados
| Partido                          | Votos     | %    | Escaños | +/–   |
| -------------------------------- | --------- | ---- | ------- | ----- |
| Partido Socialdemócrata Sueco    | 2.006.723 | 47.3 | 113     | –1    |
| Partido Popular Liberal          | 720.733   | 17.0 | 43      | +3    |
| Partido de la Coalición Moderada | 582.609   | 13.7 | 33      | –6    |
| Partido del Centro               | 559.632   | 13.2 | 35      | +1    |
| Partido de la Izquierda          | 221.746   | 5.2  | 8       | +3    |
| Demócratas Cristianos            | 75.389    | 1.8  | 0       | Nuevo |
| Unidad Cívica*                   | 64.807    | 1.5  | 1       | Nuevo |
| Partidos Medios**                | 13.557    | 0.3  | 0       | Nuevo |
| Otros partidos                   | 384       | 0.0  | 0       | 0     |
| Votos en blanco/nulos            | 27.815    | –    | –       | –     |
| Total                            | 4.273.595 | 100  | 233     | +1    |
| Participación electoral          | 5.095.850 | 83.9 | –       | –     |
| Fuente: Nohlen & Stöver          |           |      |         |       |

* La Unidad Cívica fue una lista conformada por tres partidos de derecha en Malmö. Uno de sus candidatos electos, había sido un exmilitante del Partido del Centro, pero se postuló como independiente.
** Los Partidos Medios era una lista compuesta por el Partido del Centro y Partido Popular Liberal que disputaban algunas circunscripciones.